# Dobrovice
Dobrovice è una città della Repubblica Ceca facente parte del distretto di Mladá Boleslav, in Boemia Centrale.